# Downtown Switzerland
Downtown Switzerland ist ein Dokumentarfilm von Christian Davi, Stefan Haupt, Kaspar Kasics und Fredi M. Murer.

## Inhalt
Downtown Switzerland kombiniert Aufnahmen, welche vier verschiedene Filmemacher zwischen Herbst 2003 und Frühling 2004 gedreht haben, zu einer Reportage über die Stadt Zürich. In einer Periode der Verhärtung der politischen Fronten – für die symbolhaft die Wahl Christoph Blochers in den Bundesrat steht – zeigt der Film die Vielfältigkeit der Wirtschafts- und Kulturmetropole Zürich. Der Filmtitel nimmt Bezug auf den Werbeslogan «Zürich Downtown Switzerland», unter dem die Stadt in jener Zeit beworben wurde.
Mitwirkende sind damals bekannte Persönlichkeiten wie der Zürcher Stadtpräsident Elmar Ledergerber von der SP, der SVP-Nationalrat Christoph Mörgeli, Thomas Held vom Thinktank Avenir Suisse, der Soziologe Kurt Imhof der Universität Zürich, Coach und Spieler des African Football Club in Zürich, der Künstler Urs Lehmann (biopop.), Maya Möckli als Mitarbeiterin der Asyl-Organisation Zürich, und viele andere.